# Lucaskritiken
Lucaskritiken problematiserar ekonomisk politik som bygger på empiriska korrelationer mellan de aggregerade ekonomiska mängder, såsom samlade produktion, privat konsumtion och offentlig konsumtion. Nobelpristagaren Robert Lucas Jr. menade att korrelationerna mellan aggregerade variabler och faktorer kan ändras om ett lands ekonomiska politik ändras. Anledningen kan vara att allmänhetens förväntningar påverkar dess ekonomiska beslut, och att en förändring i den ekonomiska politiken kommer att förändra folks förväntningar. Kritiken gäller alla samband med förklaringsvariabler som innefattar förväntningar men som skattas genom observation.